# Pseudomicrargus
Pseudomicrargus là một chi nhện trong họ Linyphiidae.